# Astrofísica teórica
La astrofísica teórica es la rama de la astrofísica que busca explicar en términos físicos los fenómenos observados por los astrónomos. Con este propósito, los astrofísicos teóricos crean y evalúan modelos para reproducir y predecir las observaciones. En la mayoría de los casos, intentar entender las implicaciones de modelos físicos no es fácil y exige mucho tiempo y esfuerzo. Entre los temas estudiados por la astrofísica teórica se encuentran los siguientes:
- la Cosmología
- las Estrellas compactas
- los Agujeros negros
- los Núcleos activos de galaxias (AGN)
- el Medio interestelar
- la evolución química del universo
- la evolución de las estrellas
- la dinámica de las galaxias

La astrofísica teórica usa una gama de herramientas, que incluyen modelos analíticos y simulaciones numéricas. Cada una tiene sus ventajas. Los modelos analíticos (como por ejemplo los politropos que explican el comportamiento de una estrella) son mejores para obtener un mayor entendimiento de la esencia de un proceso físico. Las simulaciones numéricas se usan para estudiar sistemas descritos por ecuaciones muy complicadas, lo que puede revelar fenómenos que serían imposibles de calcular a priori en forma analítica. Algunos ejemplos de dichos procesos se pueden ver en la siguiente tabla:
| Proceso físico             | Herramienta experimental         | Modelo teórico            | Explicaciones/Predicciones                |
| -------------------------- | -------------------------------- | ------------------------- | ----------------------------------------- |
| Gravitación                | Radiotelescopios                 | Sistema auto-gravitatorio | Generación de un sistema estelar          |
| Fusión nuclear             | Espectroscopia                   | Evolución estelar         | Cómo brillan las estrellas                |
| Big Bang                   | Telescopio Espacial Hubble, COBE | Universo en expansión     | Edad del Universo                         |
| Fluctuaciones cuánticas    |                                  | Inflación cósmica         | Problema de la planitud                   |
| Colapso gravitacional      | Astronomía de rayos-X            | Relatividad general       | Agujeros negros en el centro de Andrómeda |
| Ciclo CNO en las estrellas |                                  |                           |                                           |

La materia oscura y la energía oscura son temas de actualidad en la astrofísica, debido a su posible descubrimiento y a la controversia generada durante el estudio de las galaxias.